# Грабовский, Иван Михайлович
Иван Михайлович Грабовский (8 марта 1878—1922) — русский и советский живописец, рисовальщик.

## Биография
Ученик И. Е. Репина и П. П. Чистякова в петербургском Высшем художественном училище при Императорской Академии художеств (1902—1909). Звание художника присвоено за картину «Снег выпал» в 1909 году.
Член и экспонент объединений: «Товарищество независимых художников», «Общество художников имени А. И. Куинджи» и др. Участник Международной выставки в Венеции.
Покончил с собой в начале октября 1922 года — прыгнул в Неву с Литейного моста.

## Творчество
Иван Грабовский — пейзажист, маринист, автор ряда жанровых полотен и сатирических рисунков. В графике работал в манере гротеска, прекрасно владел контурным рисунком.
Известен сатирическими рисунками в журналах «Пулемёт» (1905, обложка со знаменитым рисунком «Его Величество Пролетарий Всероссийский»), «Нива», «Лукоморье», «Солнце России» и др.

Произведения хранятся в Государственном Русском музее, многих других музеях России и Украины.

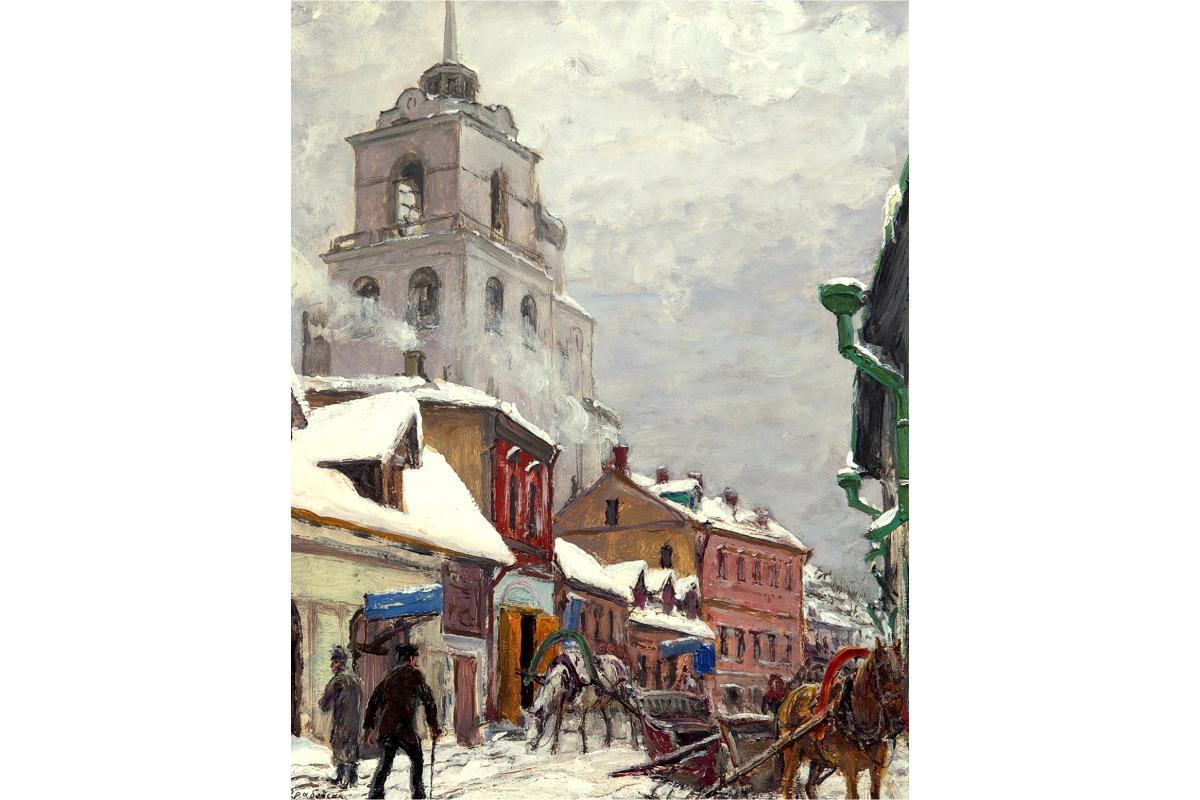
Зимний день. Псков (между 1900—1910)
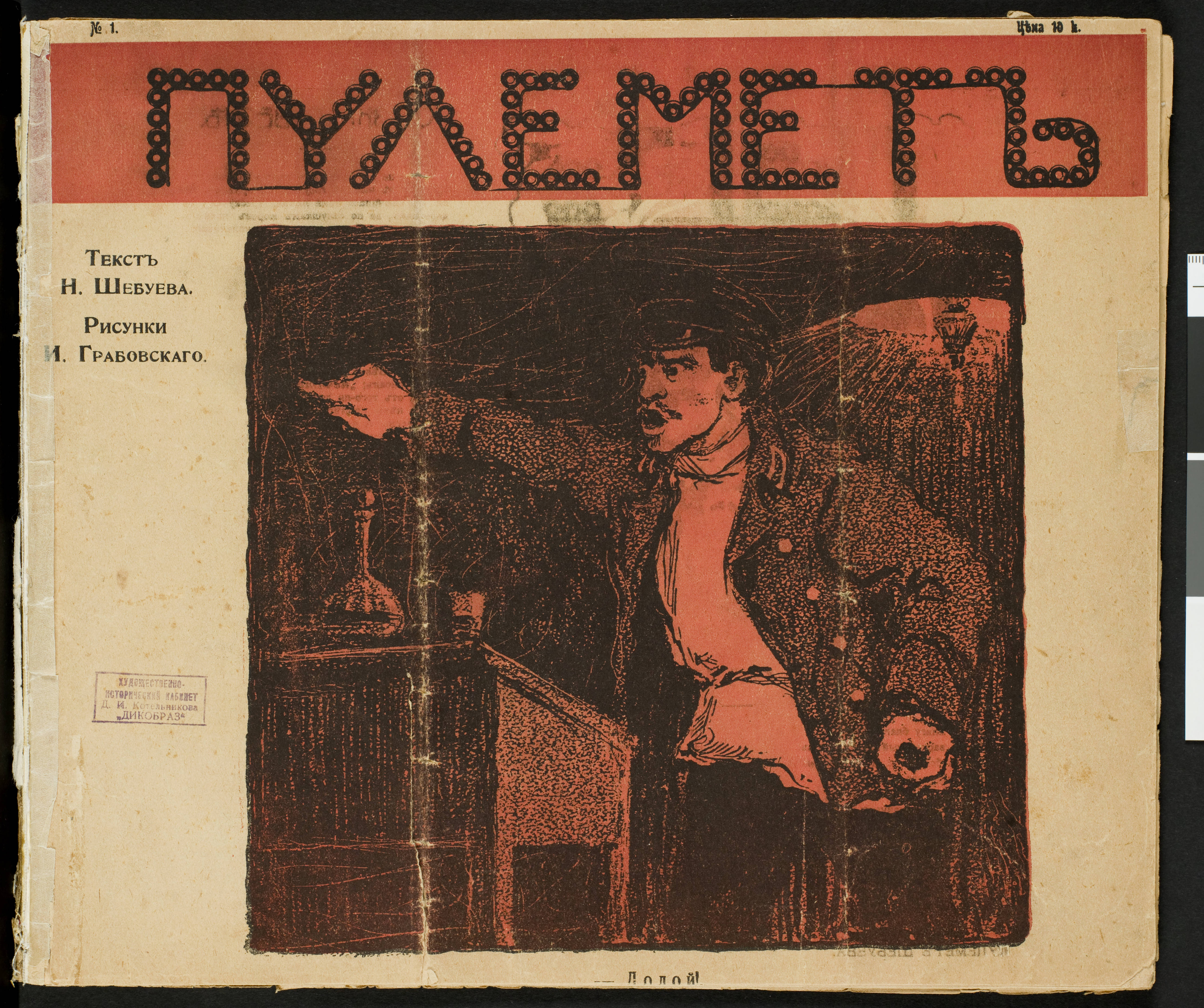
Обложка первого номера журнала «Пулемёт» («Пулеметъ»). № 1, 1905 работы И. Грабовского
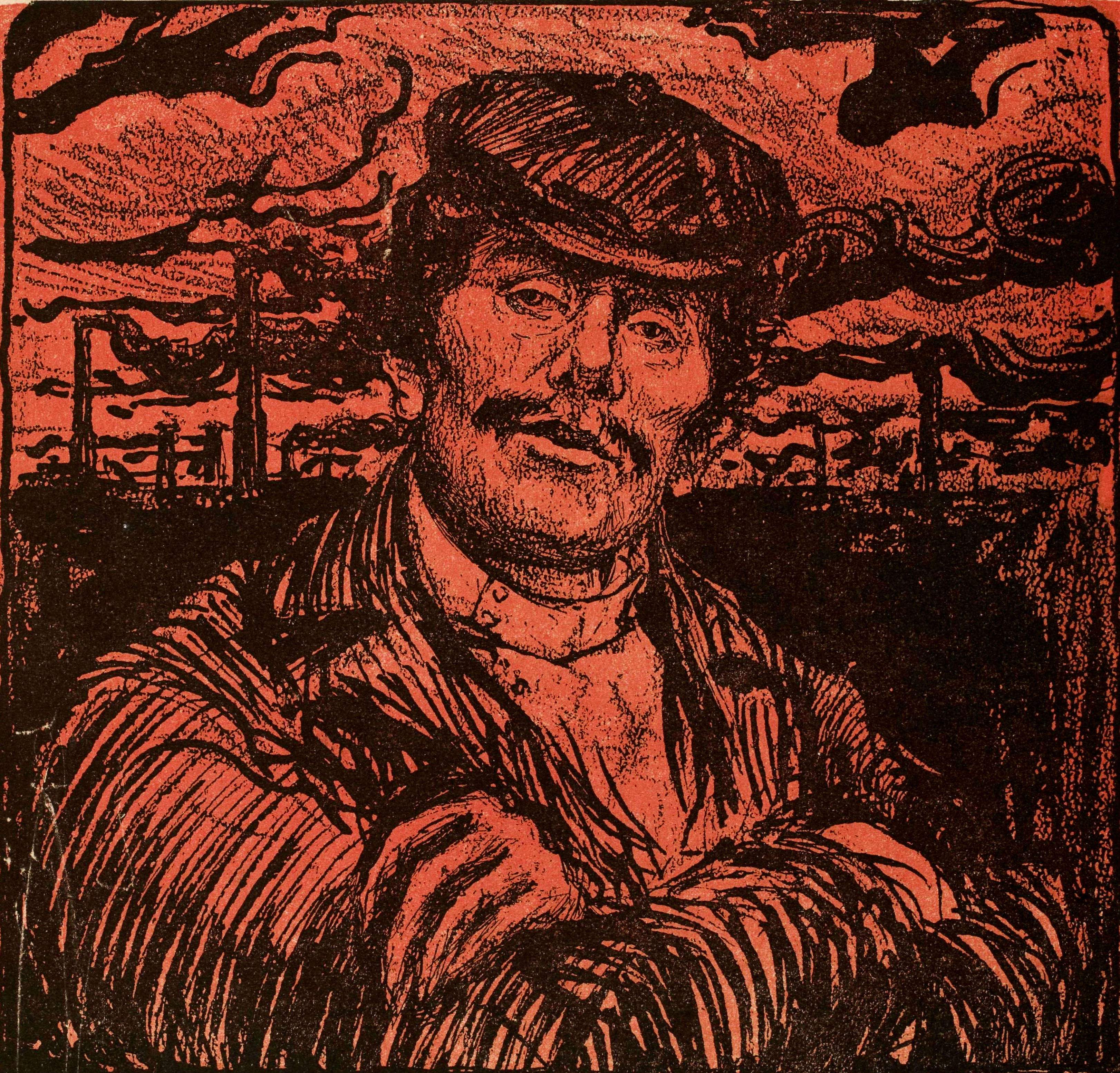
Его Рабочее Величество Пролетарий Всероссийский, 1905
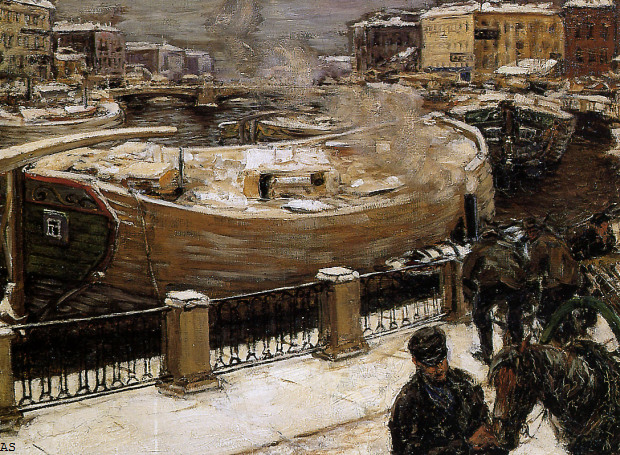
Баржи на Фонтанке (ранее 1923)
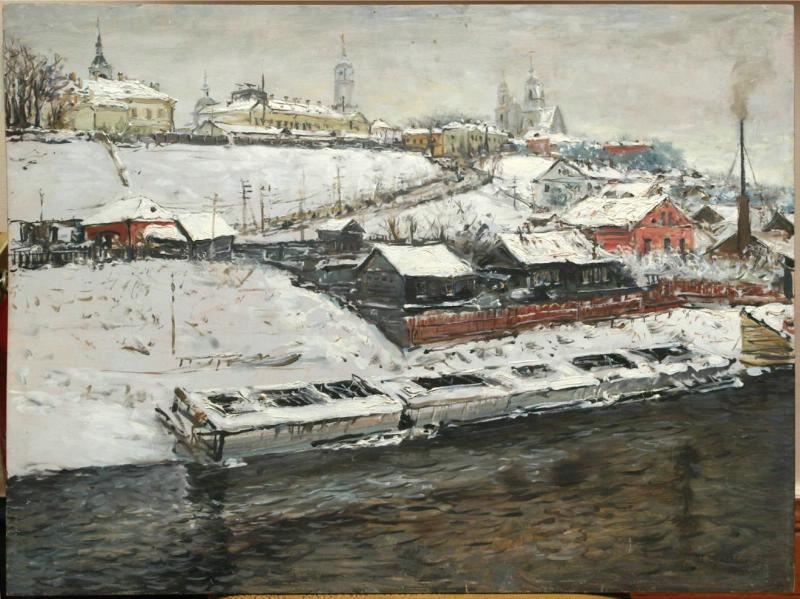
«Могилёв. Вид со стороны Днепра». 1916 год.